# Floyd "Candy" Johnson
Pour les articles homonymes, voir Johnson.
Floyd "Candy" Johnson (Madison, Illinois, 1er mai 1922 - Framingham, Massachusetts, 28 juin 1981) est un saxophoniste de jazz américain.

## Biographie
Johnson commence à jouer de la batterie à l'âge de 13 ans et se met au saxophone peu de temps après. Il continuera à jouer de la batterie assez bien pour accompagner des professionnels.
Il rentre à l'université de Wilberforce où il joue dans le groupe de Ernie Fields et Tiny Bradshaw. Il joue avec le Andy Kirk's Twelve Clouds of Joy de 1942 à 1947 puis travaille brièvement avec Count Basie avant de former son propre groupe, les Peppermint Sticks à Détroit. Plus tard, dans les années 1950, il travaille avec Bill Doggett.
Johnson s'est surnommé lui-même « Candy Johnson » dans ses premiers enregistrements. Mais au début des années 1960, une chanteuse et danseuse de Rock nommée Candy Johnson enregistre un microsillon à succès, "The Candy Johnson Show", il redevient Floyd Johnson tout en réduisant son activité musicale. Il revient sur le devant de la scène dans les années 1970 en faisant une tournée en France avec Milt Buckner en 1971, puis remplace Paul Gonsalves dans l'orchestre de Duke Ellington quand il tombe malade. Il joue également avec les New McKinney's Cotton Pickers dans les années 1970.

## Discographie
- Candy's mood (Black and Blue)